# Wyspa Księcia Walii (Archipelag Aleksandra)
Wyspa Księcia Walii (ang. Prince of Wales Island) – największa wyspa w Archipelagu Aleksandra, trzecia co do wielkości wyspa USA, położona w południowo-wschodniej Alasce. Wyspa ma 215 km długości i do 72 km szerokości, zajmuje powierzchnię 6674 km².